# 닙시 러셀

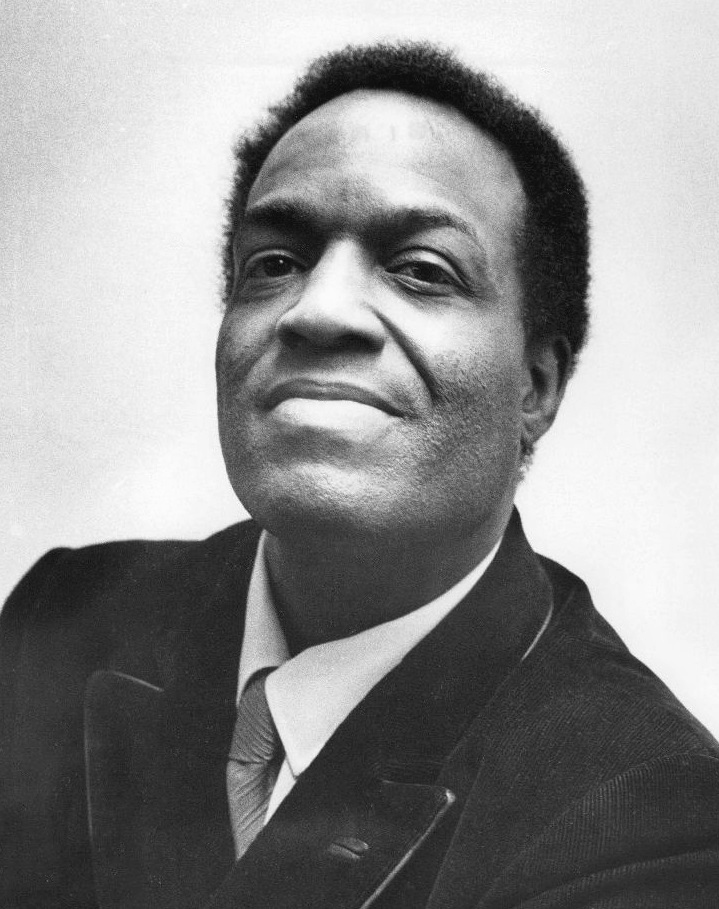

닙시 러셀(Nipsey Russell, 1918년 9월 15일 ~ 2005년 10월 2일)은 미국의 시인, 연극 배우, 텔레비전 배우, 영화배우, 댄서이다.
애틀랜타에서 태어났으며 뉴욕에서 사망하였다. 사인은 위암이다.

## 영화
- 지금은 순찰 중 (1994년)
- 파시 (1993년)
- 꾸러기팀 (1986년) - 벤 에드워즈 역
- 마법사 (1978년)
- 락 앤 롤 레뷔 (1955년)
- 리듬 앤 블루 레뷔 (1955년)